# Paroxétine
La paroxétine, commercialisée dans certains pays sous les noms de Paxil, Deroxat ou Seroxat, est un antidépresseur inhibiteur sélectif de la recapture de la sérotonine mis sur le marché en 1992 par la firme GlaxoSmithKline. Il en existe aujourd'hui plusieurs génériques. Elle est généralement commercialisée sous forme de chlorhydrate hémihydrate de paroxétine (en abrégé : chlorhydrate de paroxétine), parfois sous forme de chlorhydrate anhydre de paroxétine ou de mésilate de paroxétine.  
La paroxétine est dans les années 2000-2010 l'un des antidépresseurs les plus prescrits en raison de son apparente efficacité dans le traitement de la dépression et de l'anxiété, ce qui inclut les crises de panique et les phobies. Même si, selon certains[Qui ?], « sa prescription est actuellement controversée en raison des procédures en justice engagées contre son fabricant », l'usage de ce médicament est, dans les faits, largement accepté en France pour les indications prévues par son AMM (Autorisation de mise sur le marché). Il est validé, comme celui d'autres antidépresseurs, par les autorités de santé, la HAS (Haute Autorité de santé),, l'ANSM (Agence nationale de sécurité du médicament et des produits de santé), ainsi que par la majorité des médecins ayant à traiter des patients dépressifs.
Cela n'exclut pas évidemment une éventuelle surprescription (et donc un mauvais usage) ni des effets secondaires contre lesquels il faut se prémunir. Mais ces inconvénients sont ceux de la plupart des antidépresseurs (fluoxétine, sertraline, escitalopram, fluvoxamine, etc.).

## Chimie
La paroxétine est un dérivé de la phénylpipéridine du groupe des inhibiteurs sélectifs de la recapture de la sérotonine. Sa formule empirique est C19H20FNO3, avec une masse moléculaire de 374,8 pour son chlorhydrate (329,3703 en tant que base libre).

## Interactions
Les laboratoires GlaxoSmithKline signalent que des interactions médicamenteuses peuvent créer ou augmenter des risques spécifiques, notamment le développement d'un syndrome sérotoninergique potentiellement mortel ou d'un syndrome malin des neuroleptiques. On notera que des réactions semblables ont été rapportées avec d'autres inhibiteurs sélectifs de la recapture de la sérotonine et des inhibiteurs de la recapture de la sérotonine-noradrénaline. 
C'est le cas notamment de l'utilisation concomitante de la paroxétine et de médicaments sérotoninergiques (dont les triptans) ou affectant le fonctionnement ou le métabolisme de la sérotonine (comme les inhibiteurs de monoamine oxydase, ou IMAO), voire des neuroleptiques et d'autres antagonistes de la dopamine. La paroxétine ne doit donc pas être utilisée en association avec un médicament comme le linézolide, un antibiotique qui est IMAO non-sélectif réversible d'activité modérée. Pour la même raison, il convient de respecter un délai de 14 jours sans traitement avec un IMAO pour le pimozide, la thioridazine, le tryptophane ou encore le coumaphène.
La paroxétine étant par ailleurs un inhibiteur du cytochrome P450 cyp2D6, il y a risque de surdosage si on l'associe à des médicaments dont l’élimination est assurée par le cyp2D6. Enfin son effet peut être annulé si elle est administrée en même temps qu'un médicament ayant pour principe actif un métabolite (cas du tramadol).

## Pharmacologie
C'est un antidépresseur de la sous-classe des inhibiteurs sélectif de la recapture de la sérotonine.
Elle atteint sa concentration maximale en 4,9 heures (si la prise se fait au cours d'un repas) et en 6,4 heures (si la prise se fait à jeun).

## Surdoses et intoxications
Un surdosage aigu se manifeste souvent par des vomissements, une  léthargie, une ataxie, de la  tachycardie et des convulsions. Une analyse du plasma et/ou du sang permet de mesurer la concentration de paroxétine pour contrôler l'administration thérapeutique, confirmer un diagnostic d'empoisonnement volontaire ou involontaire chez des patients hospitalisés ou aider dans une enquête médico-légale. On retrouve la paroxétine dans le plasma à des concentrations généralement aux alentours de 40–400 μg·l-1 chez des personnes recevant des doses thérapeutiques quotidiennes, et des concentrations entre 200 et 2 000 μg·l-1 chez des personnes empoisonnées. Des concentrations aux alentours de 1 à 4 mg·l-1 peuvent être retrouvées dans du sang post-mortem, pour des situations de surdosage mortel aigu,.

## Voies d'administration et formes galéniques
L'utilisation de la forme à libération prolongée (nom commercial : Paroxétine CR) est réputée pour être associée à un taux de nausée moins important pendant la première semaine de traitement que la forme à libération immédiate. Le taux d'arrêt de traitement en raison de la nausée n'était cependant pas significativement différent.

## Usage médical

### Indications

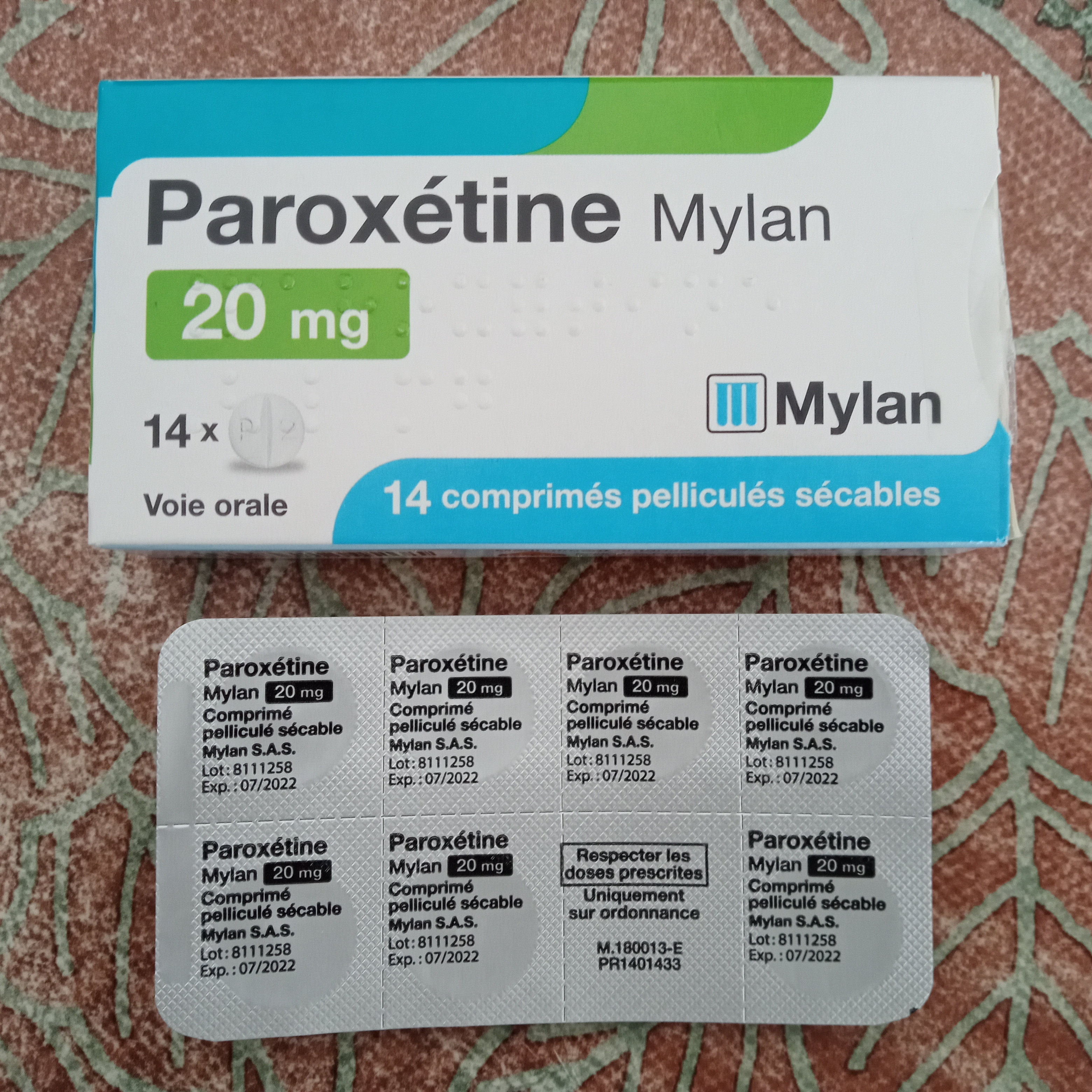
Une boîte de paroxétine Mylan 20 mg sous forme de comprimés pelliculés sécables

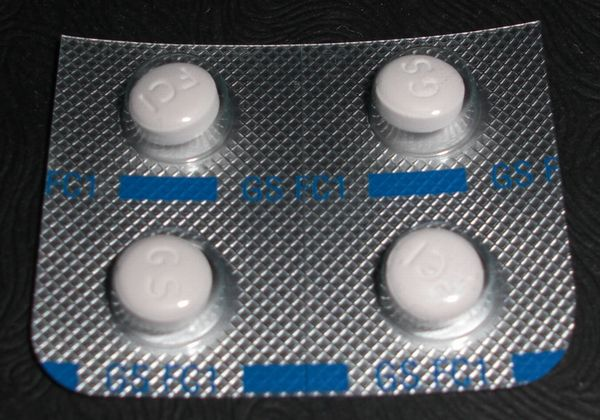
Paroxétine de marque Paxil, 10 mg

Elle est prescrite en cas de dépression caractérisée d'intensité sévère (en association avec une prise en charge psychothérapeutique) et dans certains états anxieux (anxiété généralisée, agoraphobie, anxiété sociale),. 
En France, la Haute Autorité de santé considère le service médical rendu de la paroxétine comme « important » pour : 
- épisode dépressif majeur ;
- troubles obsessionnels compulsifs ;
- trouble panique avec ou sans agoraphobie ;
- trouble d'anxiété généralisée ;
- état de stress post-traumatique ;

tandis qu'elle le considère comme modéré pour le trouble de l’anxiété sociale/phobie sociale.

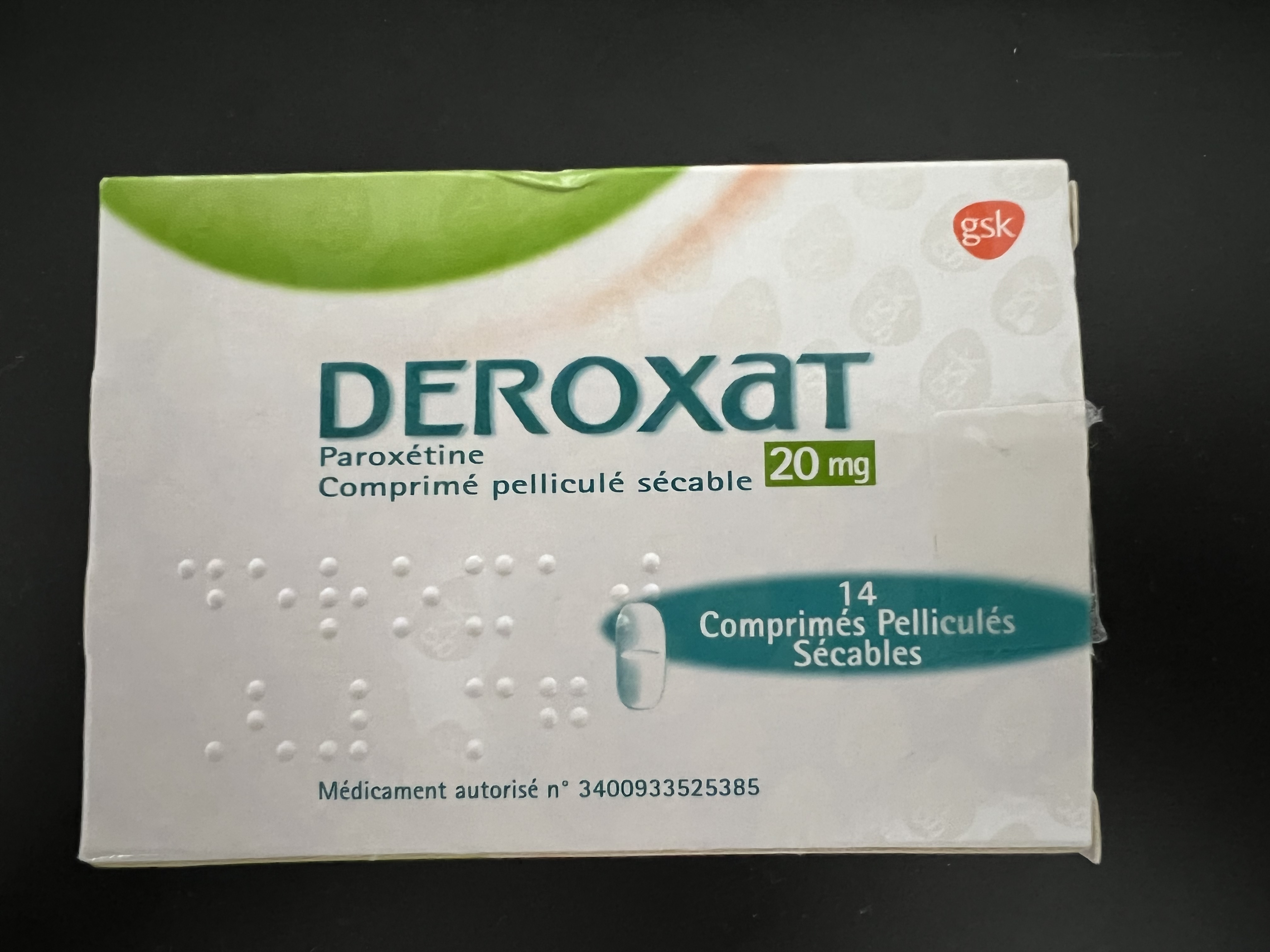
Boîte de 14 comprimés pelliculés sécables de 20 mg de Deroxat (Paroxétine)

Dans la plupart des pays, elle est prescrite uniquement sur ordonnance. On la trouve sous forme de comprimé ou de soluté buvable. La dose prescrite varie en moyenne de 10  à   40 mg par jour selon les situations et les réactions de chaque personne (réaction idiosyncrasique).
Elle est remboursée à hauteur de 65 % en France par la Sécurité sociale.

### Précautions d'emploi
La paroxétine est à prescrire avec précaution, après avoir soupesé les avantages et les inconvénients chez les patients de moins de 18 ans et, évidemment, chez ceux qui prennent des médicaments susceptibles d'interférer avec elle. Il en va de même dans le cas des femmes enceintes ou susceptibles de le devenir, car elle pourrait avoir eu, dans un nombre de cas très limité, un effet tératogène. Elle doit être également utilisée avec prudence chez les hommes en raison de risques supposés sur la fertilité.
Cela dit, la paroxétine semble être un médicament très sûr, à condition d'être réservée aux cas où la molécule est strictement indiquée.

### Contre-indications
1. Grossesse, mais aucun effet tératogène n'a été signalé.
2. Allaitement : l'utilisation de la paroxétine est possible en cas d'allaitement[10].
3. Hypersensibilité à la paroxétine.
4. Traitement par IMAO, c'est-à-dire une classe d'autres médicaments anti-dépresseurs (et un antibiotique), qu'il ne faut pas associer.

Aux États-Unis, la Food and Drug Administration (Autorité de régulation et de réglementation des aliments et des médicaments)  exige que ce médicament porte un avertissement spécial de couleur noire, ce qui est l'équivalent du pictogramme que portent en France les médicaments qui ont des effets secondaires importants.

Comme tous les médicaments de cette classe, il est conseillé de ne pas conduire de véhicules et de ne pas utiliser de machines au cours des deux premières semaines de traitement.
L'alcool a une action potentialisatrice (c'est-à-dire que ses effets sont augmentés), dont il faut se méfier.

## Effets secondaires
Les effets secondaires de la paroxétine se manifestent généralement entre la première et la quatrième semaine suivant la première prise ; il s'agit de la période pendant laquelle le corps s'adapte au médicament. 
La paroxétine peut entraîner la totalité, quelques-uns ou aucun des effets indésirables décrits ci-après, et la plupart d'entre eux disparaissent ou s'atténuent en continuant le traitement. Toutefois certains d'entre eux peuvent ne pas disparaître pendant la période de traitement[réf. nécessaire].
Par ailleurs, le médicament pourrait engendrer des idées suicidaires chez les adolescents. L'utilisation chez eux doit donc être pesée soigneusement et réservée aux cas où la molécule est strictement indiquée. Un suivi personnalisé doit être mis en place.
Aux États-Unis, la Food and Drug Administration a ordonné la saisie de plusieurs millions de comprimés de Paxil en 2005. Ces effets secondaires sont souvent discutés mais ils inquiètent la communauté scientifique.[réf. souhaitée]
Liste des effets secondaires documentés :
- hyponatrémie : rare mais préoccupante, en particulier chez les personnes âgées ;
- confusion : possible ;
- insomnies : fréquentes ;
- apathie : rare ;
- mydriase ;
- nausées : fréquentes en début de traitement mais ayant tendance à disparaître rapidement (26 % pour la paroxétine contre 9 % pour le placebo) ;
- tératogénicité : médicament déconseillé aux femmes enceintes en raison de possibles anomalies cardiaques ;
- somnolence : très fréquente (23 % pour la paroxétine contre 9 % pour le placebo) ;
- maux de tête : rares ;
- modifications du poids (prise de poids) et de l'appétit : très fréquentes, gênantes ;
- troubles sexuels (anorgasmie, troubles de l'érection, troubles du désir, perte de sensations, etc.) : très fréquents (quasi systématiques)[14]. Ils peuvent persister indéfiniment même après le retrait du médicament[15] ;
- augmentation des sentiments de dépression et d'anxiété : à surveiller, mais ces troubles disparaissent en général après quelques semaines ;
- sècheresse de la bouche : fréquente ;
- comportement agressif (surtout chez les enfants) : rare ;
- érythème : possible ;
- instabilité psychomotrice / tremblements de posture / akathisie : très rare mais gênante[16],[17] ;
- troubles de la fertilité chez l'homme (fragmentation de l'ADN du sperme)[18] ;
- démangeaisons : rares ;
- sueurs : fréquentes ;
- idées suicidaires (syndrome d'activation) : à surveiller en début de traitement[19],[20] ;
- faiblesse musculaire : rare ;
- syndrome sérotoninergique : très rare mais grave[21],[22] ;
- apparition d'un virage maniaque (trouble bipolaire) ou hypomaniaque : jusqu'à 8 % des patients traités[23],[24],[25] avec un risque plus important chez les patients ayant des antécédents familiaux de ce type ;
- asthénie : très fréquente (15 % pour la paroxétine contre 6 % pour le placebo) ;
- abus d'alcool[13] ;
- akathisie[26],[27],[28],[29] ;
- altération de la mémoire à long terme ou à court terme : indéterminée[30] ;
- phénomène de rebond de la dépression lors du sevrage trop rapide : très fréquent[31] avec parfois apparition de troubles paniques persistants[32] ;
- dyskinésie tardive : très rare mais le risque augmente lorsque le traitement se prolonge[33],[34],[35] ;
- d'autres effets secondaires (paresthésie, diminution des capacités cognitives, augmentation de la pression sanguine, etc.) peuvent aussi se manifester[36].

Les notices d'information aux patients sur la paroxétine semblent varier d'un pays à l'autre.
Il est recommandé de se faire suivre tout au long du traitement et de consulter si l'on souffre d'un des symptômes suivants :
- spasmes musculaires de la mâchoire, du cou ou du dos ;
- fièvre, frissons, maux de gorge, symptômes grippaux ;
- jaunisse (jaunissement de la peau ou des yeux) ;
- selles noires, goudronneuses (ce qui peut être l'indice de saignements digestifs hauts)[réf. nécessaire].

Il existe chez un nombre de patients important (15 à 20 % selon certaines études et jusqu'à 85 % dans d'autres) des effets indésirables au niveau sexuel : troubles de l'érection, troubles de la libido, trouble de l'éjaculation (éjaculation rétrograde), anorgasmie, problèmes de lubrification vaginale. Bien qu'habituellement réversibles, ces effets secondaires durent parfois des mois, des années, voire définitivement, même après l'élimination complète de la molécule. Ce phénomène est connu en tant que dysfonction sexuelle post-ISRS (Post SSRI sexual dysfunction). Aucun traitement actuel ne parvient à guérir ce trouble survenant à l'arrêt de la paroxétine.

### Augmentation des suicides
cf. Précautions d'emploi (ci-dessus) et Controverse (ci-dessous).

### Syndrome de sevrage
Des réactions de sevrage sont également rapportées avec les inhibiteurs sélectifs de la recapture de la sérotonine (ISRS), notamment pour la paroxétine. Les symptômes les plus fréquents sont des vertiges, des nausées ou des céphalées, voire de la léthargie. Anxiété, paresthésies, lipothymies, troubles de l'équilibre, tremblements, sudation, insomnie, agressivité, courbatures, confusion, cauchemars, troubles de la concentration sont également rapportés. De tous les inhibiteurs sélectifs de recapture de la sérotonine (ISRS), la paroxétine est celui qui entraîne le plus d'effets de sevrage,.
En 2002 la FDA a publié une alerte produit concernant la paroxétine, au regard des symptômes sévères de sevrage que l'arrêt du traitement peut provoquer chez certains patients.

### Paroxétine et grossesse
cf. Précautions d'emploi.

## Spécialités
- En Belgique : Paroxétine (Apotext, EG, Mylan, Sandoz, Teva), Seroxat (GlaxoSmithKline).
- En France : Deroxat (GlaxoSmithKline), Divarius, Paroxétine (Arrow, Biogaran, Mylan, CristerS, EG, G GAM, Irex, Ivax, Merck, Qualimed, Ratiopharm, RPG, Sandoz, TEVA Laboratoires).
- En Suisse : Deroxat (GlaxoSmithKline), Dexantol, Parexat, Paronex, Paroxétine (HelvePharm, Mepha, Sandoz), Paroxetop.
- Aux États-Unis : Paxil (GlaxoSmithKline).
- Autres pays : Pexeva, Brisdelle, Rexetin, Sereupin

## Controverse
Le 2 juillet 2012, GlaxoSmithKline (GSK) a payé 3 milliards de dollars pour conclure le plus gros accord pour fraude de l'histoire de l'industrie pharmaceutique. Cela concernait le Paxil, le Wellbutrin (bupropion) et l'Avandia (rosiglitazone).
Le 6 octobre 2006, une cour de justice des États-Unis a approuvé la qualification en class action des poursuites de toute personne des États-Unis ayant acheté du Paxil ou du Paxil CR prescrit pour la consommation d'un mineur.
GlaxoSmithKline est poursuivi pour avoir recommandé Paxil ou Paxil CR à la prescription pour les enfants et adolescents tout en occultant des informations liées à la sécurité d'emploi et l'efficacité du médicament sur les mineurs, ce que GSK réfute. La décision de justice actuelle permet à toute personne des États-Unis, ayant acheté du Paxil ou Paxil CR pour des enfants ou adolescents, d'être remboursé de 100 % de ses dépenses sur justificatif, ou jusqu'à 100 $ si aucun justificatif n'a été conservé,.
Au Royaume-Uni, depuis 2001, des poursuites similaires sont en cours contre Glaxo-Smithkline concernant le Seroxat, sur la base qu'il aurait des effets indésirables graves, ce que Glaxo-Smithkline minore dans l'information faite aux patients. En mars 2004, la FDA impose qu'un bandeau d'alerte soit apposé sur tous les inhibiteurs de la recapture de la sérotonine et les autres antidépresseurs, avertissant du risque de pensées suicidaires chez les enfants et adolescents,. La prescription de ces médicaments aux enfants a par la suite baissé de 20 %.
Depuis que la substance active est approuvée par la FDA en 1992, environ 5 000 citoyens des États-Unis poursuivent GSK. La plupart d'entre eux se sentant insuffisamment prévenus des effets secondaires - entre autres les symptômes d'accoutumance, GSK ayant spécifié que ce médicament « ne rendait pas dépendant ». Le 29 janvier 2007, une émission de la BBC ayant pour sujet le Seroxat exploita les données des essais cliniques de GSK : ces données montrent qu'on ne peut prouver qu'il fonctionne sur les adolescents, mais que cela leur donne six fois plus de risques de devenir suicidaires.
Des tests en milieu pédiatrique montrent que statistiquement, la paroxétine n'est pas plus efficace pour traiter la dépression qu'un placebo,,.